# 22/11/'63
22/11/'63 (11/22/63) è un romanzo di fantascienza scritto da Stephen King pubblicato in contemporanea negli USA e in Italia l'8 novembre 2011. Il romanzo tratta il tema dei viaggi nel tempo e dell'assassinio di John Fitzgerald Kennedy (la data riportata nel titolo del romanzo è infatti quella dell'omicidio del Presidente). In italiano è stato tradotto da Wu Ming 1.
Il romanzo è stato adattato in una miniserie televisiva, intitolata 22.11.63, trasmessa da Hulu e Fox a febbraio 2016.

## Trama
2011. Jake Epping, protagonista e narratore della vicenda, è un professore d'inglese nella cittadina di Lisbons Falls nel Maine. È un uomo infelice, appena lasciato dalla moglie ex alcolista per un altro uomo. Per arrotondare lo stipendio, inizia a praticare anche lezioni serali e qui conosce la storia del bidello zoppo, Harry Dunning, che in un tema racconta ciò che accadde la notte di Halloween del 1958, quando il padre ubriaco massacrò sua madre ed i suoi fratelli e lo ferì gravemente alla gamba con un martello da fabbro.
Un giorno, mentre è a scuola, viene chiamato urgentemente da Al Templeton, gestore di una tavola calda da lui spesso frequentata per i prezzi modici. Al, dopo avergli rivelato di essere malato terminale di cancro ai polmoni, gli confida che nel retro del locale c'è un varco temporale che porta esattamente alle 11:58 del 9 settembre 1958. Al spiega anche che lo ha varcato spesso, per andare nel passato per acquistare la carne che usa nel locale (approfittando così di prezzi alleggeriti da più di mezzo secolo di inflazione) e che al ritorno nel presente saranno passati solo due minuti indipendentemente dal tempo totale trascorso nel passato. Infine, che qualsiasi ritorno nel passato annulla le ripercussioni sul presente del precedente viaggio temporale.
Jake così viaggia una prima volta nel passato e ha la possibilità di passare qualche ora nel Maine degli anni cinquanta. Lì vi incontra per la prima volta il misterioso personaggio dell'Uomo con la Tessera Gialla, un barbone ubriaco che dorme ai margini del varco e che secondo Al è a conoscenza del reale valore di quel luogo. Tornato nel presente, Al spiega a Jake il suo piano di tornare indietro nel tempo e impedire l'omicidio di John Fitzgerald Kennedy, impedendo così (secondo Al) tutte le conseguenze derivate da quell'omicidio: la guerra del Vietnam, la morte di Robert Kennedy e Martin Luther King, le rivolte razziali dei neri. Si tratta di un'impresa difficile perché, come gli dimostra Al, il passato è molto restìo a farsi modificare e cerca in tutti i modi di impedire qualsiasi modifica.
Jake decide di pensarci e inizialmente torna nel passato con l'identità fittizia di George Amberson, scrittore, per salvare la famiglia di Harry Dunning. Si reca perciò a Derry. La città è sconvolta dagli omicidi di It (non nominato esplicitamente nel romanzo) e si respira un clima malvagio. Ciò nonostante, Jake riesce molto faticosamente nell'impresa e salva la famiglia Dunning, riuscendo anche a non lasciare tracce della sua presenza. Ritornato nel presente, deve però apprendere che Harry, salvatosi dal padre e pertanto pienamente abile (e arruolabile) è morto proprio in Vietnam.
A questo punto, Jake decide di ritornare nel passato e di salvare anche Kennedy, proprio per impedire il conflitto. Grazie ad Al, ha a disposizione una notevole quantità di denaro, che inoltre può ottenere facilmente tramite le scommesse, conoscendo già in anticipo i risultati. Una sua clamorosa vittoria gli attira le ire della mafia locale, così George, grazie ad un presentimento, riesce a fuggire in Texas appena in tempo prima che gli venga bruciata la casa.
Inizialmente cerca un posto dove vivere a Dallas, la città in cui sarà ucciso Kennedy, ma la città lo inquieta per misteriosi motivi e così si trasferisce nel tranquillo paesino di Jodie. Qui ricomincia ad insegnare, guadagnandosi il rispetto della comunità e dei suoi alunni. Sempre a Jodie conosce la nuova bibliotecaria, Sadie, della quale si innamora. Sadie si è separata da poco dal marito Johnny, un uomo afflitto da turbe psichiche e strane manie, ed è in attesa del divorzio formale. Grazie a George, Sadie scopre il sesso ma i due sono costretti ad unirsi di nascosto per via dei pregiudizi e dei moralismi ancora diffusi all'epoca. George, però, commette una serie di errori che insospettiscono Sadie sulla sua vera natura (ad esempio, un pomeriggio canticchia in sua presenza la canzone Honky Tonk Women, brano caratterizzato da un testo molto ben al di "sopra delle righe" rispetto ai tempi - tralaltro opera degli allora non ancora fondati Rolling Stones).
Nel frattempo indaga su Lee Harvey Oswald, cercando di capire se ha agito da solo o se è stato aiutato, scoprendo così la sua personalità repressa, la turbolenta vita familiare e le vicende che segnano il suo ritorno dall'Unione Sovietica insieme alla moglie russa Marina. Convinto grazie ad uno stratagemma che Lee Oswald agisce da solo, inizia ad attrezzarsi per impedirne il piano. Il suo progetto però incontra notevoli ostacoli, non ultimo il precipitoso rientro a Jodie per salvare Sadie dal marito Johnny che è tornato per ucciderla, geloso della sua felicità. Sadie scopre poi che vive fra Fort Worth e Dallas e torna a sospettare di lui. Alla fine, Jake le rivela la verità, ovvero che è venuto dal futuro per impedire l'omicidio del presidente. Sadie gli chiede una prova della sua confessione e Jake le rivela esattamente la conclusione della crisi dei missili di Cuba e di un importante match pugilistico alla quale i due scommettono e vanno ad assistere, terminato con un'inaspettatissima sconfitta del pugile favorito.
La vincita sul match di boxe scatena l'ira di un mafioso di Dallas che decide di punire Jake. L'uomo viene sorpreso in casa, pestato a sangue e ridotto in fin di vita. Le percosse fanno perdere la memoria a Jake, che non riesce più a ricordare che deve impedire la morte di Kennedy mentre il giorno fatidico si avvicina.
Il giorno prima, grazie a Sadie, torna a ricordare tutto e con il suo aiuto si reca in una città festosa per l'arrivo del Presidente. Nonostante un rovinoso incidente sul pullman presso il quale era salito e numerose altre peripezie, i due riescono a fermare Oswald in tempo, salvando Kennedy, ma Oswald prima di morire risponde al fuoco di George uccidendo Sadie. Jake diventa un eroe nazionale, riceve la gratitudine del Presidente e di sua moglie, viene cercato da giornali e tv. Protetto dall'FBI che a causa del suo misterioso passato sospetta sia stato inviato dall'Unione Sovietica per impedire l'attentato, Jake ha la possibilità di sparire nel nulla, viaggiando dal Texas al Maine, e di tornare nel futuro.
Prima di attraversare il varco e di tornare indietro, George scopre però che l'Uomo con la Tessera Gialla, suicidatosi, è stato sostituito da un'altra persona, con una tessera verde nel cappello. Mentre quest'ultimo gli rivela di essere uno dei tanti guardiani dei varchi temporali, George intuisce parlandoci che la tessera che portano nel cappello serva a segnalare, tramite il colore, il loro stato di salute mentale pesantemente influenzato dal loro lavoro, cioè stare a cavallo di diverse "stringhe" temporali per controllare i cambiamenti provocati dai viaggiatori, lavoro che mette a dura prova la loro psiche. Il guardiano condanna duramente quanto fatto da Jake e da Al e spiega che, seppure guidati da buone intenzioni, la loro azione ha creato un futuro terribile. Inoltre, spiega a Jake che è assolutamente necessario che con un altro viaggio nel passato, azzeri i cambiamenti effettuati.
Rientrato nel futuro, George si ritrova a vagare in un Maine irriconoscibile selvaggio e post-apocalittico. Lì vi reincontra Harry Dunning, in questa realtà costretto su una sedia a rotelle, e si fa raccontare gli ultimi quarant'anni di storia americana. Salvato dall'attentato, Kennedy vince le elezioni del 1964 contro Barry Goldwater. Il suo secondo mandato è però un disastro: in Vietnam non riesce a contrastare l'avanzata dei comunisti e invia in grande ritardo un contingente perdendo migliaia di soldati. Favorito dai suoi insuccessi, nel 1968 sale alla Casa Bianca George Wallace, un segregazionista dell'Alabama, che decide di stroncare i Viet Cong sganciando bombe atomiche. Negli anni ottanta, l'America indebolita sul piano morale e militare, viene attaccata dagli integralisti islamici. In Oriente scoppia una guerra nucleare tra India e Pakistan che rade al suolo le rispettive capitali. A guidare gli Stati Uniti è ora Hillary Clinton che ha preso il posto del marito Bill morto qualche anno prima per un infarto. Inoltre un grave incidente nucleare sconvolge tutta l'area del New England, mentre la Terra è segnata da continue scosse e fratture della crosta terrestre che secondo gli scienziati porteranno alla fine del mondo nel 2080.
Jake capisce che il piano suo e di Al di permettere un mondo migliore salvando Kennedy si è rivelato un fallimento. Decide così di rientrare nel passato, ma solo per tornare insieme a Sadie e vivere insieme alla donna che ama, disinteressandosi dell'attentato. Ma dopo un nuovo colloquio con il guardiano si convince definitivamente che è meglio non cambiare il passato: ogni cambiamento infatti porterà comunque a modificare in negativo il futuro. Jake torna così definitivamente nel 2011. Nel finale, decide di tornare a Jodie, l'unica città in cui è stato felice, cinquant'anni dopo averci vissuto e capita durante i festeggiamenti per il centenario della Fondazione. Alla festa, scopre che Sadie, ormai anziana, è stata nominata "cittadina del secolo" di Jodie per il suo grande impegno civile e di solidarietà prestato, suscitato proprio come reazione alla morte di Kennedy, e ne approfitta per "conoscerla di nuovo" invitandola a ballare come facevano nel passato.

## Ambientazione
Buona parte del libro è dedicata a narrare il modo di vita nella provincia americana negli anni a cavallo tra cinquanta e sessanta del XX secolo, infatti Jake ritornato nel passato nel settembre del 1958 dovrà restarvi per più di cinque anni. Quindi assunta la nuova identità di George Amberson, girerà diverse località dal Maine al Texas stabilendosi infine in un paesino non lontano da Dallas dove entrerà a far parte della comunità e troverà anche l'amore, decidendo, ad un certo punto, di non tornare più al 2011. Decisione però che in seguito dovrà modificare sotto la spinta degli eventi.
Il libro dedica grande attenzione ai dettagli e alla vita negli anni sessanta, dandone un'immagine tutto sommato positiva, migliore dell'epoca attuale anche se King è ben attento a mostrare anche i lati negativi di quel periodo, scagliandosi in particolare contro la segregazione razziale ancora molto forte nel Sud degli Stati Uniti, i tabù sessuali, l'ipocrisia della morale.
Il protagonista Jake Epping insegna alla Lisbon Falls High School, la stessa scuola che venne frequentata da Stephen King intorno all'età di dieci anni, quando abitava a Durham, Maine.
Entrambe le volte in cui Jake Epping viaggia nel passato, tocca come una sorta di "portafortuna" il cofano della Plymouth Fury rossa e bianca che si trova nel parcheggio nei pressi del varco temporale. Lo stesso gesto viene ripetuto da Arnie Cunningham (posseduto da Roland D. LeBay) in Christine - La macchina infernale come mezzo per "trarre forza" dall'automobile.
A pagina 111 Jake Epping finisce a Derry nel Maine, città già citata molte volte da Stephen King nei suoi romanzi, e incontra Beverly Marsh e Richie Tozier, due ragazzi che fanno parte de "Il gruppo dei Perdenti", protagonisti del romanzo It dello stesso autore pubblicato nel 1986.
Un ulteriore riferimento al romanzo It è riscontrabile nei misteriosi ed efferati omicidi di bambini cui gli abitanti di Derry accennano malvolentieri quando interagiscono con Jake; tali omicidi sono opera proprio del mostro presente in It. Vengono citati anche i Barren, luogo dove "Il gruppo dei Perdenti" costruisce la propria sede.
Il protagonista Jake Epping, durante la permanenza nel passato, inizia la scrittura di un romanzo giallo dove un pagliaccio commette degli omicidi. Ancora un riferimento al romanzo It.
John Clayton, l'ex marito di Sadie (compagna di George Amberson/Jake Epping negli anni sessanta) e che la sfigura con un coltello, pedina i due a bordo di una Plymouth Fury bianca e rossa "erede" di Christine, la macchina infernale.
Jake/George rivela a Sadie che nel 2011 l'America è governata da un presidente nero e alla domanda di Sadie: "Governa bene?" Jake/George risponde positivamente. King è da sempre, infatti, un noto simpatizzante di Barack Obama.
Quando Jake ritorna nel presente "alternativo", dopo aver trascorso 5 anni nel passato, incontra il bidello Harry Dunning, il quale gli racconta che le radiazioni che stanno distruggendo il Maine sono dovute all'esplosione di una centrale nucleare nel Vermont avvenuta il 19 giugno 1999: questa è la data dell'incidente occorso realmente a Stephen King.

## Personaggi

### Finzione
- Jake Epping: Un insegnante di scuola superiore alla Lisbon Falls High School nel Maine. Jake utilizza lo pseudonimo di George Amberson per i suoi viaggi nel tempo, e arrivato nel 1958 si trasferisce in Texas, seguendo i movimenti di Lee Harvey Oswald nei mesi precedenti all'assassinio di Kennedy. Parte del suo tempo nel passato, Jake lo passa a Jodie, una cittadina situata nei dintorni di Dallas; qui, diventa insegnante di letteratura inglese nella scuola locale, la Denholm Consolidated High School, divenendo in breve tempo molto popolare tra gli studenti e nella comunità cittadina grazie alle sue abilità come insegnante, e organizzatore/regista degli spettacoli teatrali scolastici. Epping riesce a sventare l'omicidio di Kennedy, ma impara a sue spese che ciò ha avuto impreviste conseguenze catastrofiche nel XXI secolo.
- Al Templeton: Ultracinquantenne proprietario della tavola calda "Al's Diner" e conoscente di lunga data di Jake. Egli condivide con lui il segreto del passaggio temporale nel retro del suo locale, e gli svela il suo piano di impedire la morte di John Fitzgerald Kennedy. Avrebbe anche portato a termine il suo piano da solo, se i tanti anni passati a fumare sigarette non gli avessero causato un cancro ai polmoni. Egli convince definitivamente Jake a portare avanti il suo piano, suicidandosi con un'overdose di antidolorifici.
- Frank Dunning: Il padre di Harry Dunning. Dopo aver letto il tema di Harry circa l'uccisione di sua madre e di due dei suoi fratelli per mano del padre impazzito, Jake decide di impedire l'evento eliminando fisicamente il padre di Harry prima che commetta la strage, durante il suo viaggio nel passato.
- Harry Dunning: Bidello alla Lisbon Falls High School, e studente dei corsi serali per adulti tenuti da Jake. Il suo tema circa la notte nella quale suo padre assassinò sua madre, suo fratello maggiore e la sua sorellina massacrandoli tutti con un martello, fornisce le motivazioni necessarie a Jake per tornare nel passato e provare a cambiare la storia. Quando Jake ritorna dal passato per la seconda volta, la maggior parte dei famigliari di Harry è salva (tranne il fratello maggiore), ma Harry parte soldato per il Vietnam, e rimane ucciso durante l'offensiva del Têt. Dopo il terzo viaggio di Jake, Harry è sopravvissuto al Vietnam, ma è immobilizzato su una sedia a rotelle e vive solo ed abbandonato in un appartamento fatiscente a Lisbon Falls.
- Deacon Simmons ("Deke"): L'anziano preside della Denholm Consolidated High School di Jodie, Texas, che assume "George Amberson" come insegnante supplente per il periodo di un anno. Sposa Mimi Corcoran e va in pensione. Diventa buon amico di Jake, ed è una delle uniche due persone del passato a venire a conoscenza della sua reale identità e della sua missione di salvare JFK.
- Mimi Corcoran Simmons ("Miss Mimi"): La bibliotecaria della DCHS da anni fidanzata di Deke e successivamente sua seconda moglie, prima di morire poco tempo dopo a causa di un tumore. Miss Mimi prende in simpatia "George" e diventa una delle sue migliori amiche nella Jodie degli anni sessanta.
- Sadie Dunhill: Proveniente da Savannah in Georgia, sostituisce Miss Mimi come bibliotecaria della DCHS. Sta fuggendo dal violento marito Johnny, sofferente di problemi psichici, dalla quale è separata; diventa prima l'amante di Jake e poi la sua fidanzata ufficiale. Viaggia fino a Reno per ottenere il divorzio da Johnny, ma l'uomo, venuto a conoscenza del suo domicilio e della sua nuova relazione sentimentale, la raggiunge a Jodie e la tiene in ostaggio per vendicarsi di Jake. Jake libera Sadie, che resta gravemente sfigurata nel corso del rapimento; e Johnny commette suicidio tagliandosi la gola. Jake e Sadie si riconciliano, e Sadie finisce per aiutare Jake nel suo tentativo di impedire ad Oswald di sparare a Kennedy. Rimane uccisa nel Texas Book Depository quando Oswald le spara in petto cercando di colpire Jake. Tuttavia, torna in vita quando Jake "resetta" il passato attraversando nuovamente il passaggio temporale. Sopravvive all'assalto di Johnny anche senza l'aiuto di Jake ed è ancora viva nel 2011.
- Ellen Dockerty ("Miss Ellie"): Un'esperta insegnante della DCHS che rimpiazza Deke Simmons nel ruolo di preside. Diventa amica di Sadie e "George" ammirando quest'ultimo come insegnante, ma rimane perplessa quando scopre che le credenziali di Jake sono in realtà fasulle. Si arrabbia con l'uomo quando egli si rifiuta di confidarle la verità, ma rimane ugualmente vicina a Jake e Sadie nei momenti difficili.

### Storici
- Lee Harvey Oswald: Un ex marine espatriato in Unione Sovietica per motivi ideologici e poi tornato in America; vive in squallidi alloggi nella zona di Dallas e Fort Worth con la bella moglie russa e la figlioletta June. Oswald, che verbalizza esplicitamente la sua simpatia nei confronti dell'ideologia comunista e del regime Castrista di Cuba, viene dipinto come un solitario con problemi caratteriali e psichici, facile a violenti scoppi d'ira nei confronti della moglie, e ossessionato dal desiderio di diventare famoso. Nel passato alternativo, il tentativo di Oswald di uccidere Kennedy viene sventato da Jake e Sadie, e l'uomo viene ucciso dal fuoco degli agenti di sicurezza nel suo "nido da cecchino" alla finestra del Texas School Book Depository il 22 novembre 1963.
- Marina Oswald: Immigrata russa e moglie di Oswald. Marina è ritratta come la vittima delle angherie fisiche e psicologiche del marito. La sua notevole bellezza viene frequentemente commentata da Jake e da altri personaggi nel corso del romanzo.
- George de Mohrenschildt: Un esule sovietico che diventato amico di Oswald, lo incita a propositi terroristici con i suoi retorici discorsi politici in favore del comunismo e contro il capitalismo e l'imperialismo americani. Jake viene a scoprire, tuttavia, che de Mohrenschildt è in realtà apolitico e trova semplicemente divertente la compagnia di Oswald perché "bizzarro". Jake si finge un agente segreto governativo e intima a de Mohrenschildt di troncare ogni rapporto con Oswald, spaventandolo a morte.
- James P. Hosty: Un agente dell'FBI che interroga Jake dopo il tentato assassinio del Presidente. Sebbene non del tutto convinto dalle argomentazioni dell'uomo, Hosty acconsente a lasciare Jake libero di andarsene da Dallas, principalmente per evitare problemi derivanti dalla sua precedente negligenza dimostrata nelle sue investigazioni su Oswald.
- Altri personaggi storici citati nel romanzo includono John F. Kennedy e Jacqueline Bouvier Kennedy, che ringraziano telefonicamente Jake dopo lo scampato attentato. Nel presente alternativo generato dal fallito assassinio, Kennedy muore nel 1983 per cause naturali. Lyndon B. Johnson non diventa Presidente ma rimane al fianco di Kennedy come vicepresidente nel corso delle vittoriose elezioni presidenziali del 1964 contro Barry Goldwater. George Wallace, Curtis LeMay, e Hubert Humphrey occupano uno dopo l'altro la poltrona presidenziale dell'ufficio ovale alla fine del secondo mandato di Kennedy come Presidente degli Stati Uniti; Ronald Reagan sconfigge Humphrey alle elezioni del 1976. Hillary Clinton è Presidente degli Stati Uniti quando Jake scopre la distopia venutasi a creare nel 2011.

## Critica
Il libro rappresenta una svolta nella produzione letteraria di King: considerato più che un romanzo di fantascienza, un romanzo storico per l'ambientazione nel passato, la cura dei dettagli, le informazioni che fornisce sulla vita quotidiana, la mentalità dell'epoca, la tecnologia. Ha ricevuto grandi apprezzamenti dai maggiori quotidiani americani.

## Classifiche

### Classifica statunitense
| Posizione | 1 | 3 | 2 | 2 | 3 | 1 | 3 | 3 | 5 | 8 |

## Edizioni
- (EN) Stephen King, 11/22/63, Charles Scribner's Sons, 2011,  p. 864, ISBN 978-1-4516-2728-2.

- Stephen King, 22/11/'63, traduzione di Wu Ming 1, Sperling & Kupfer, 2011,  p. 780, ISBN 978-88-200-5135-8.